# Conradine Birgitte Dunker
Conradine Birgitte Dunker (Christiania, 25 de agosto de 1780 — Noruega, 11 de setembro de 1866) foi uma socialite e escritora norueguesa.